# 베타-락타메이스
베타-락타메이스(영어: β-lactamase) 또는 베타-락탐 가수분해효소는 베타-락탐계열 항생제에게 감수성이 있는 세균들의 대응(방어책)으로 생성되는 효소의 일종이다. 베타-락타메이스는 베타-락탐계열 항생제의 베타-락탐 고리를 끊어뜨려 항균효과를 억제한다.

## 페니실리네이스
페니실리네이스(영어: penicillinase) 또는 페니실린 가수분해효소는 페니실린계열 항생제에게만 베타-락탐 고리를 가수분해하는 특성을 나타내는 락타메이스이다. 처음으로 발견된 베타-락타메이스이며, 이것을 생성할 수 있는 균주의 대응책으로 메티실린이 개발되었지만 현재는 메티실린 내성균주(메티실린 내성 황색포도상구균, MRSA가 대표적)까지 등장한 상태이다.

## 같이 보기
- 베타-락탐
- 페니실린